# Stenoscaptia dichromus
Stenoscaptia dichromus là một loài bướm đêm thuộc phân họ Arctiinae, họ Erebidae.